# Ge Xinai
Ge Xinai, född 1953, är en kinesisk bordtennisspelare.
Vid världsmästerskapen i bordtennis 1977 i Birmingham tog hon VM-guld i damlag, VM-brons i damsingel och VM-brons i damdubbel.
Två år senare vid världsmästerskapen i bordtennis 1979 i Pyongyang tog hon VM-guld i damdubbel, VM-guld i damlag, VM-guld i mixeddubbel och VM-silver i damdubbel.